# Thomas Nast
Thomas Nast (27. září 1840 – 7. prosince 1902) byl americký karikaturista německého původu, často označovaný za „otce americké karikatury“. Mezi jeho pozoruhodná díla patřilo vytvoření moderní verze Santa Clause (založené na tradičních německých postavách sv. Mikuláše a Weihnachtsmanna) a politického symbolu slona pro Republikánskou stranu USA. I když se to někdy uvádí, Nast nevytvořil strýčka Sama (symbol Spojených států), Columbii (ženskou postavu ztělesňující americké hodnoty) ani demokratického osla, ačkoli tyto symboly svým uměleckým dílem zpopularizoval. Nast byl spojován s časopisem Harper's Weekly, pro který pracoval od roku 1859 do roku 1860 a od roku 1862 do roku 1886.
Nast byl významným kritikem zkorumpovaného newyorského „kmotra“ Williama M. Tweeda zvaného Boss a jím vedené místní Demokratické strany. Když „Boss“ po svém odhalení utekl z vězení přes Kubu do Španělska, podařilo se ho tam dopadnout díky tomu, že španělští úředníci uprchlíka poznali podle Nastovy karikatury. Ačkoli Nast sám pocházel z katolického prostředí, patřil ke kritikům katolické církve, kterou považoval za neslučitelnou s americkými hodnotami. Útočil také na Iry, jež zobrazoval jako násilnické opilce; to lze zčásti vysvětlit tím, že byl roku 1863 svědkem toho, jak dav složený z velké části z irských přistěhovalců vypálil sirotčinec pro barevné děti. Naopak podporoval zrušení otroctví a nebělošské obyvatele USA.

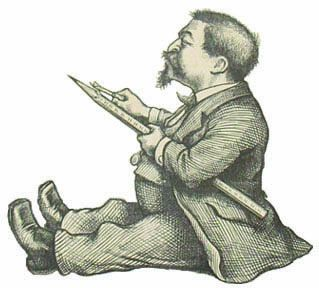
Vlastní karikatura
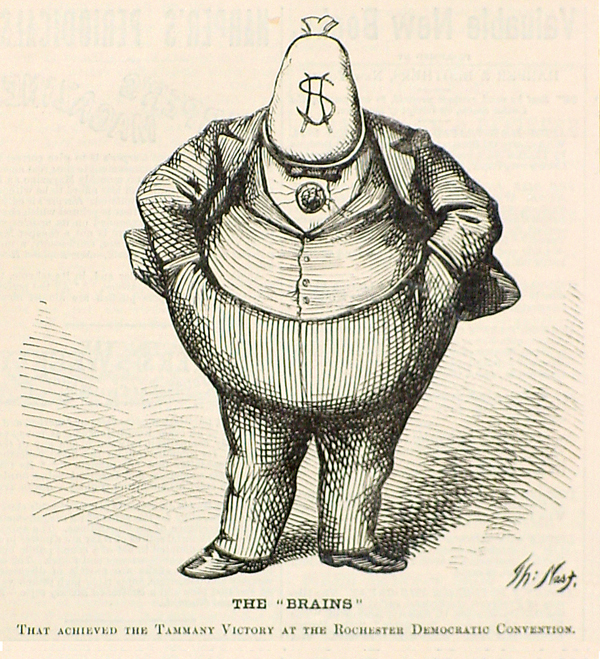
„Hlavička“ (jedna z mnoha Nastových karikatur „Bosse“ Tweeda)
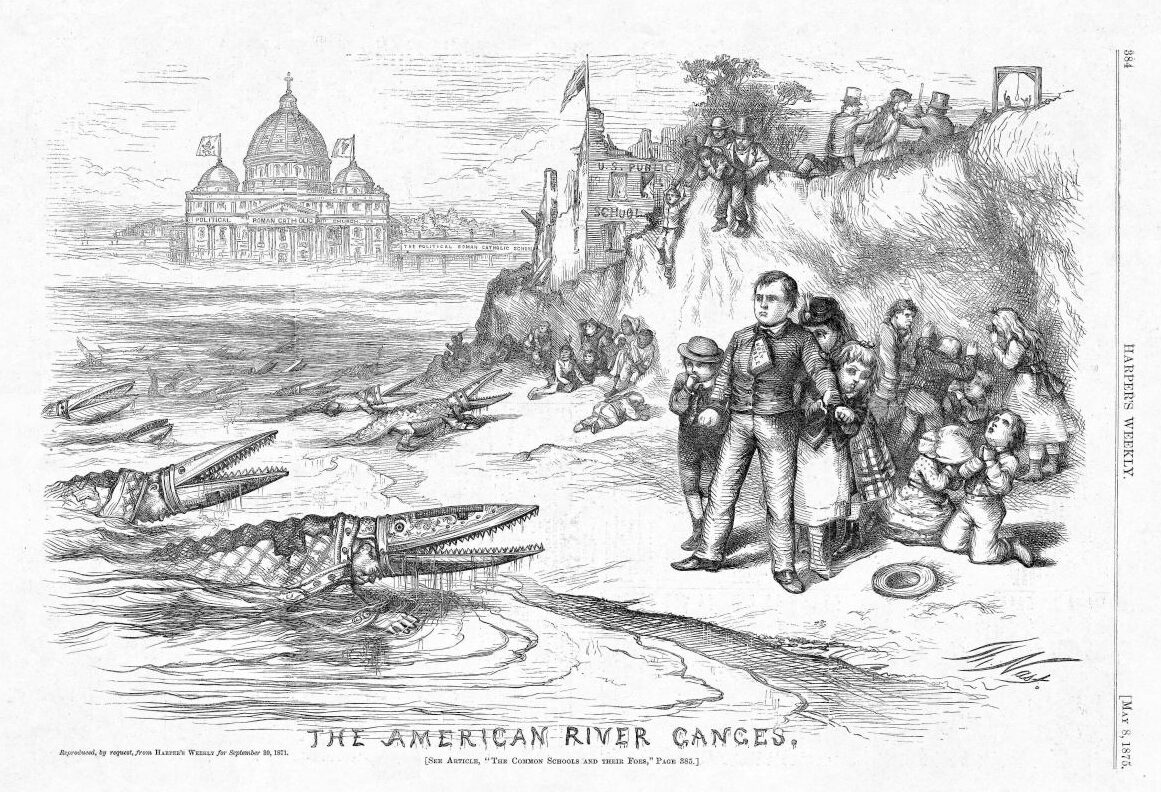
Americká řeka Ganga (kritika vlivu katolických biskupů na veřejné školy v USA)
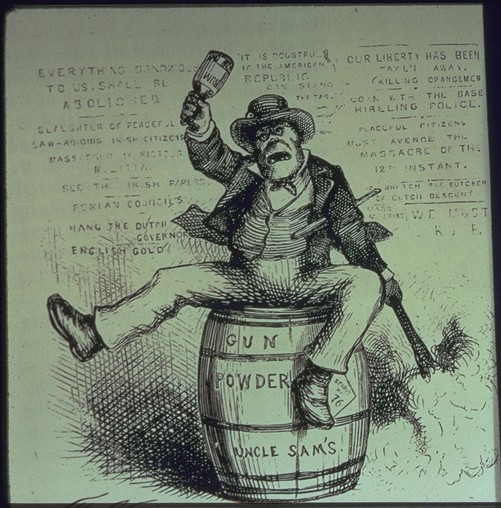
Jak to Irové obvykle dělají (opilý americký Ir s pochodní na sudu střelného prachu)
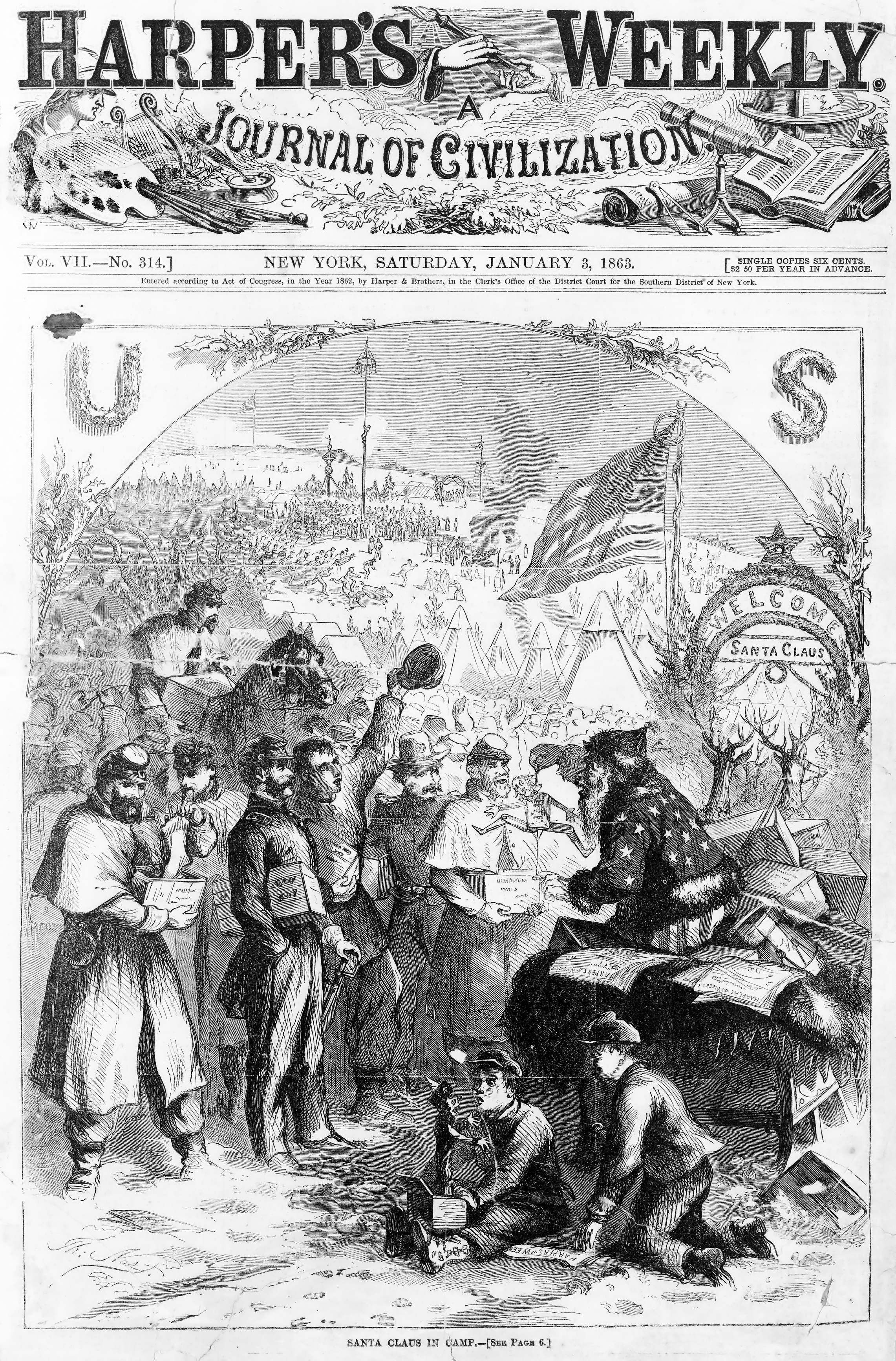
Nastův Santa Claus z roku 1863
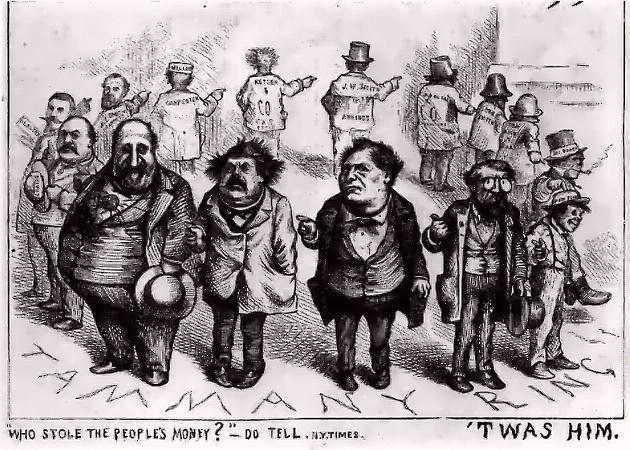
Katikatura „Tweedova gangu“; text: „Řekněte mi, kdo ukradl lidem peníze?“ „To on!“ (a všichni na sebe navzájem ukazují prstem)